# John Dee
John Dee (Londra, 13 luglio 1527 – Mortlake, 26 marzo 1608) è stato un matematico, geografo, alchimista, astrologo, astronomo inglese, presso la corte della regina Elisabetta I. Dedicò inoltre gran parte della sua vita all'occultismo, alla divinazione e alla filosofia ermetica.

## Biografia
Nato a Londra il 13 luglio 1527, John Dee era il figlio unico di Roland Dee (mercante di tessuti e sarto alla corte di Enrico VIII, morto nel 1555) e di Jane Wild. All'età di 15 anni si trasferì a Cambridge per frequentare il St. John's College. In un diario scrisse che restava sui libri per ben 18 ore al giorno. Terminati gli studi con il baccalaureato nel 1546, fu nominato membro del Trinity College. Poco dopo fece un viaggio di studi in Olanda, dove incontrò anche Gerardo Mercatore.

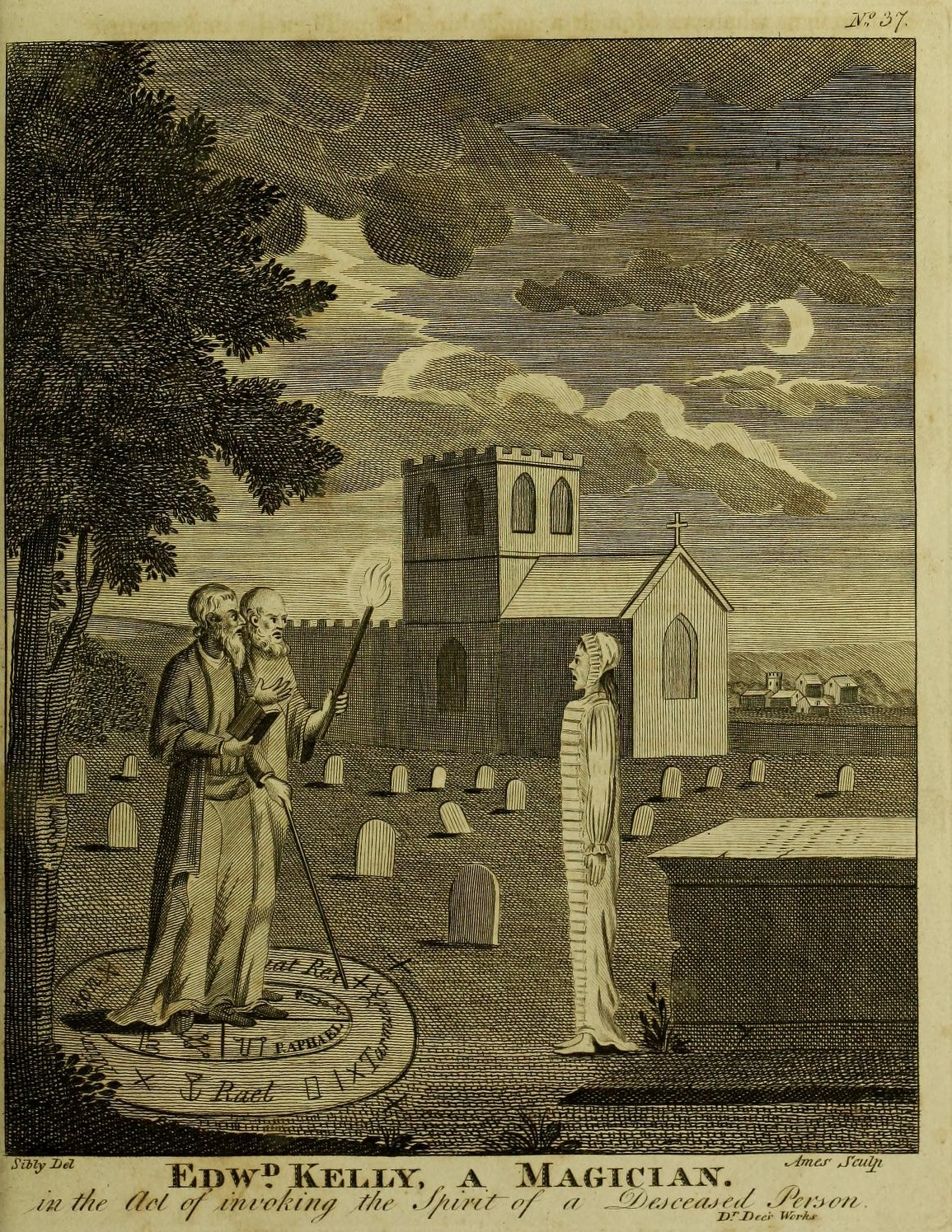
John Dee e Edward Kelley evocano lo spirito di una persona deceduta (Ebenezer Sibly, Astrology by Sibly, 1806)

Tornato in Inghilterra nel 1551 fu accusato di stregoneria: in particolare, di aver cercato di avvelenare Maria I Tudor; accusa che fu giudicata infondata, tanto che, alla morte della regina, divenne ben presto (probabilmente già dal 1558) l'astrologo di fiducia della nuova sovrana Elisabetta I. Spesso la consigliò addirittura riguardo alle "materie occulte" ("occult matters"). Fu perfino lui a organizzare la data di incoronazione della regina Elisabetta.
Nel 1570, in collaborazione con Federico Commandino, curò la prima edizione a stampa del De superficierum divisionibus liber del matematico iracheno Muhammad al-Baghdadi.
Dal 1581, anche grazie alla collaborazione con Edward Kelley, si occupò sempre più del soprannaturale, compresa l'arte della necromanzia. Accusato altre volte di stregoneria, subì anche un furto di libri nella sua biblioteca ad opera di ignoti teppisti, ma non perse mai il favore di Elisabetta I. Quest'ultima, anzi, lo nominò cancelliere della Cattedrale di San Paolo a Londra, poi sovrintendente del Christ College di Manchester, dove Dee si trasferì con la famiglia. Qui tuttavia l'epidemia di peste che colpì la città nel 1605 sterminò i suoi famigliari. Nel frattempo, Dee aveva anche rotto con Kelley, rimanendo così completamente solo e poverissimo.
John Dee fu un pio cristiano, ma il suo Cristianesimo era influenzato dall'ermetismo e dalle dottrine di Platone e Pitagora. Il nome di questo singolare matematico-astrologo-alchimista-angelologo è legato soprattutto al leggendario Sigillum Emeth, una versione "potenziata" del Sigillum Dei, che avrebbe fabbricato egli stesso e sarebbe andato perduto subito dopo la sua morte, avvenuta a Mortlake (Londra) nel 1608.

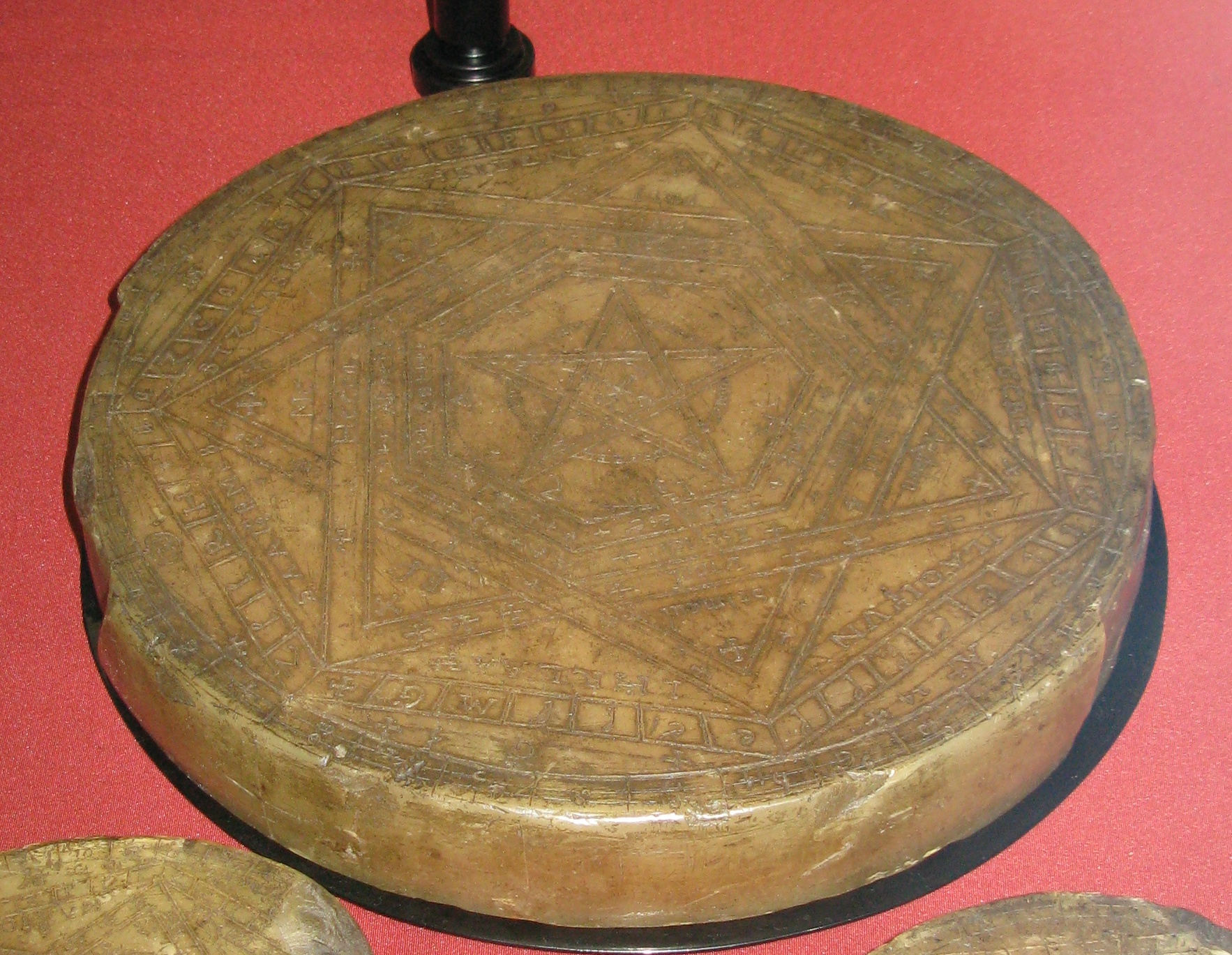
Il Sigillum Emeth (Æmeth), conservato al British Museum

La sua eredità spirituale fu in parte raccolta dal figlio Arthur.

## Intitolazioni
Gli è stato dedicato l'asteroide 213771 Johndee.

## Influenza culturale

### Letteratura
H. P. Lovecraft fa attribuire a Dee la paternità del manoscritto con la traduzione in inglese del Necronomicon (libro inventato dallo stesso Lovecraft). John Dee è il protagonista dei romanzi L'angelo della finestra d'Occidente (1927) di Gustav Meyrink e I pilastri di Camelot (2010) di Phil Rickman. Nel romanzo di Umberto Eco Il pendolo di Foucault John Dee è il protagonista di alcuni ipotetici racconti ambientati appunto nella corte della regina Elisabetta I, in cui si presume sia in possesso di potenti arti magiche.
Nel racconto "La lingua degli angeli", contenuto nel romanzo La voce del fuoco di Alan Moore, John Dee è accusato dal protagonista di ciarlataneria, nonché del deperimento psicofisico del figlio, a suo tempo collaboratore dell'uomo nelle sue pratiche esoteriche, incentrate sulla ricerca di una "grammatica degli spiriti". 
John Dee compare come principale antagonista nella serie di romanzi I segreti di Nicholas Flamel, l'immortale, scritta da Michael Scott, in quanto, secondo la leggenda, sarebbe stato allievo proprio di Flamel, che, più tardi, avrebbe anche tradito. La trama del thriller Il labirinto della rosa, di Titania Hardie, è basata sulla vita di John Dee e sulle vicissitudini di alcuni suoi discendenti. È presente anche nel romanzo Oversight di Charlie Fletcher, dove viene chiamato il "Camminatore dei Mondi".
Nel romanzo "Il sigillo del cielo", di Gleen Cooper, Dee e Kelley sono presenti quali antefatto alle vicende su cui si snoda il romanzo.

### Fumetti
Nei fumetti di Martin Mystère ideato da Alfredo Castelli, a Dee e Kelley sono ispirati due personaggi ricorrenti, una coppia di "loschi figuri" presentati come lontani e improbabili discendenti delle rispettive figure storiche. Nelle prime storie si presentavano come veri e propri "cattivi" con conoscenze anche insolite, salvo poi diventare delle figure caricaturali e comiche presenti normalmente nelle pubblicazioni degli "Speciali" estivi.
Il Dr. John Dee è uno degli antagonisti presenti nel fumetto di Neil Gaiman The Sandman. Nel volume n. 2 del graphic novel, Dee (il cui pseudonimo è John Destiny) si impossesserà del prezioso rubino di Re Sogno, portando morte e disgrazia sull'intero pianeta.
Il personaggio del Dottor Dee compare nell'album 121 del fumetto italiano Dampyr edito da Sergio Bonelli Editore. Nei fumetti di Spawn John Dee è il responsabile della nascita di Violator e dei suoi fratelli: ha difatti rapito cinque donne per offrirle in sacrificio ad una mostruosa creatura infernale la quale, accoppiandosi con esse, ha generato i cinque demoni.
Il dottor John Dee compare nella serie a fumetti Promethea di Alan Moore: insieme all'esoterista Aleister Crowley e all'occultista Austin Osman Spare, incontra Promethea nel regno di Mercurio.

### Musica
I testi dell'album Beat Pyramid della band art rock These New Puritans si ispirano alle sue teorie. Dr. Dee è il titolo dell'album di Damon Albarn, pubblicato il 7 maggio 2012. L'album è ispirato alla figura del matematico inglese ed è tratto dall'omonima Opera Rock scritta dallo stesso Albarn. Nell'album The Final Frontier (2010), gli Iron Maiden dedicarono la canzone The Alchemist alla figura e alla vita di John Dee. 

### Videogiochi
Nel videogioco Uncharted 3: L'inganno di Drake, il protagonista scopre un laboratorio segreto di John Dee in Francia.

## Opere
- Monas Hieroglyphica, 1564
- Propaedeumata aphoristica, 1568
- Parallacticae commentationis praxosque, 1573
- Perfect Arte of Navigation, 1577